# ソマリア暫定連邦政府の歴史
ソマリアの暫定連邦政府(TFG)は成立前から複雑な歴史を歩んでいる。
ソマリアは1991年にバーレ政権が崩壊して以降、内戦状態となった。2000年、隣国ジブチでの和平会議がきっかけで、暫定国民政府(TNG)が成立したが、多くの勢力の協力が得られず、ソマリア国内での実権はほとんど持っていなかった。
2002年の隣国ケニアでの和平会議がきっかけとなり、2004年にSRRCが主軸となって暫定連邦憲章(TFC)と暫定連邦政府(TFG)が成立、前プントランド大統領のアブドゥラヒ・ユスフが大統領となった。当初のTFGは、国際社会の一部の承認を得て成立したが、実質は軍閥の集まりであった。しかもその勢力範囲は首都モガディシュと南部の有力都市バイドア周辺に留まった。
2006年、急速に力を付けたイスラム法廷会議に首都モガディシュが占拠された。2007年1月にエチオピアの力を借りて首都周辺を取り戻したがそれが原因でTFGは分裂した。2008年6月にイスラム法廷会議の後を受けたソマリア再解放連合とは和解したが、同じくイスラム政治勢力のアル・シャバブに押し返され、またもやほとんど実権がなくなった。2009年1月31日、イスラム法廷会議の幹部だったシャリフ・アハメドがTFGの大統領に選ばれたが、アル・シャバブとの対立はむしろ激化した。
2012年8月1日には暫定憲法が採択され、同年8月20日にTFGによる暫定統治期間は終了した。

## 暫定国民政府の成立と失敗
2000年4月、隣国のジブチがホスト国となって、ソマリア国民和平会議（Somalia National Peace Conference, SNPC）が開かれた。これはジブチ会議（Djibouti conference）とも呼ばれる。ジブチ会議の結果、2000年8月27日、アブディカシム・サラ・ハッサンが大統領となり暫定国民政府(TNG)が成立した。
TNGのハッサン大統領は多くの軍閥を政権に招いた。4代目ソマリア大統領ムハマドを補佐したフセイン・ハジ・ボッド（Hussein Haji Bod）、ソマリア内戦当初の最有力勢力USCの元メンバーモハメド・クワイヤレ・アフラフ（漁業海洋資源担当長官）、同じくUSC系のオスマン・アリ・アト、ジュバ渓谷連合(JVA)のバレ・アダン・シーレ・ヒラーレ（後に再建・居住担当長官、国防長官 (TFG Ministry of Defense) ）などが加わった。
一方、ジブチ会議に参加したがTNGには参加しなかった勢力もある。フセイン･アイディードが率いるUSC系のソマリ国民会議(SNA)は形式的には参加したが実質は非協力的だった。また、ハッサン・モハメド・ヌル・シャティグドゥドが率いるラハンウェイン抵抗軍(RRA)、マレハン氏族系の軍閥でハジ・オマール・ムハマド(Omar Haji Mohamed "Masale")将軍が率いるソマリア国民戦線(SNF)、アブドライ・シェイク・イスマイルが率いる南部ソマリ国民運動-隔年抵抗運動（Southern Somali National Movement-Biennal Resistance Movement, SSNM-BIREM）もTNGには加わらなかった。
2001年3月、TNGに反発する勢力がエチオピアで結集し、ソマリア和解復興委員会(SRRC)が成立した。この時点でTNGはほぼ失敗が確定した。ただしSRRCも一枚岩ではなく、2001年5月6日、25名からなる和平と土地問題解決のための国民会議(National Commission for Reconciliation and Property Settlement, NCRPS)が開催されたが、その議長がソマリ青年同盟の与党時代に首相を務めたアブディリザク・ハジ・フセイン だったことにSRRCとプントランド指導部が反発し、アブディリザク・ハジ・フセインは2001年7月25日に辞任した。
2002年11月にもソマリ和解会議 (2002 Somali Reconciliation Conference) が隣国ケニアのエルドレットで開かれ、現在のTFGを構成する大部分のメンバーが参加した。ただしこの会議が開かれたとき、ラハンウェイン抵抗軍(RRA)が対立する軍閥の長アダン・マドベをバイドアの戦闘で捕らえ、マドベをジュバ渓谷連合(JVA)が支援していたとして非難した。JVAの指導者バレ・アダン・シーレ・ヒラーレはこれを否定した。

## 暫定連邦政府成立
2004年の時点で、ソマリアの北西部にはソマリランド、ソマリアの北東部にはプントランドが成立し、ソマリアの他地域に比べれば自治政府らしい状態になっていた。しかし、ソマリアの中南部では依然として有力な政治勢力が存在しなかった。そこで国際社会の協力の下、暫定政権が作られることになった。これにはイスラーム勢力の台頭を嫌うアメリカの意向が強く反映されていた。フセイン･アイディードが率いる有力勢力のソマリア和解・復興委員会(SRRC)も参加することとなった。
2004年2月、アフリカ連合、国際連合、政府間開発機構(IGAD)支持のもと、　隣国ケニアのナイロビで暫定連邦憲章 (Transitional Federal Charter) (TFC)が施行された。TFCではソマリアを連邦制、つまり各氏族が作る自治政府の集合体にするとされ、連邦政府は外交などソマリア国家全体のことのみを担当することとなった。暫定政府にはエチオピアが特に協力的だった。エチオピアはかつてオガデン戦争でソマリアと戦い、国内にソマリ族を多数有するというソマリアと深い関係にあり、また、隣国ソマリアにイスラーム政権ができることを嫌ったためでもあった。

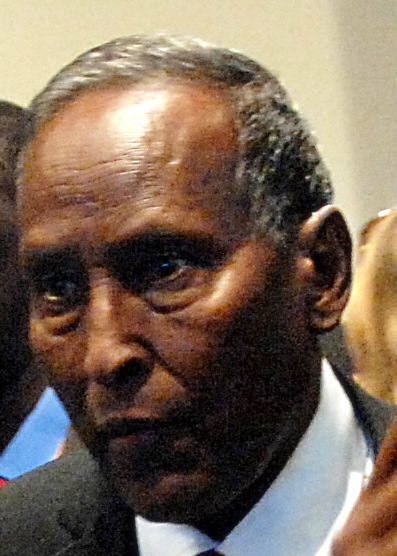
ユスフ大統領(在職2004-2008)

2004年8月、4つの代表氏族が参加した暫定連邦議会(TFP)が設立され、9月15日にラハンウェイン氏族のハッサン・アデン (Sharif Hassan Sheikh Aden) が国会議長となった。2004年10月10日、プントランド大統領でダロッド氏族のアブドゥラヒ・ユスフが暫定連邦議会(TFP)で投票数275の内の189票を獲得して暫定大統領に選出され（プントランド大統領は辞任）、10月14日に大統領宣誓を行った。ただしソマリア本国では不可能だったため、ケニアのナイロビにあるスポーツセンターで行われた。ユスフは大統領に選ばれると、暫定連邦政府(TFG)の組閣に着手し、ハウィヤ氏族のアリー・ムハンマド・ゲーディを首相に指名した。以後、TFGは大統領、首相、国会議長の3名を中心に動くことになる。また、以後もソマリ族の大氏族であるダロッド、ハウィヤ、ラハンウェインのバランスを考えた人事となる。
2004年10月から翌1月にかけてはTNGとの統合も試みられたが、最終的にはTNGの勢力は排除された。2005年2月にはケニアから首都モガディシュ入りしている。しかし2005年3月には早くも大統領・首相派と、モガディシュ軍閥とに事実上分裂した。また、政府を置く場所について、ユスフ大統領はジョハールを、アデン国会議長は首都モガディシュを主張して意見が割れた。そのほかにも対立する事項があり、2006年1月5日、イェメンのアデンで会合が持たれ、大統領と国会議長の齟齬が無い様にすることなどが決められた「アデン宣言」が出された。
ただし、基本的にTFGは軍閥の集まりであり、港湾、漁業、林業などの利害でことごとく対立した。イスラム教を信奉する勢力もあれば、そうでない勢力もあり、海賊行為に手を染めるもの、それを禁止しようとするものなどさまざまであった。

## バイドアに拠点を移す
2006年2月26日、暫定議会は隣国ケニアから首都モガディシュの北西260キロメートルにある都市バイドアに移り、初めてソマリア国内で開かれた。穀物倉庫を臨時の議会所とし、定員275名の議員のうち210名が参加した。政府機関の一部もバイドアに移された。このため、TFGは「バイドア政府」と呼ばれることも多い。
TFGのうち首都モガディシュに拠点を置く軍閥は、アメリカやエチオピアの援助を受けて「反テロリズム・平和回復のための連合」 (Alliance for the Restoration of Peace and Counter-Terrorism) (ARPCT）という組織を作った。ARPCTはソマリア南部を拠点とするイスラム法廷会議(ICU)と対立し、2006年3月から5月に戦闘を繰り返した。この戦闘は過去10年でもっとも激しいものとなった。戦闘はICU有利に進み、ARPCTはモガディシュから追い出され、ICUはソマリア南部の大部分を掌握し、TFG本体と対立することとなった。
2006年6月、TFGのゲーディ首相は指示を無視してICUと戦闘を続けたことを理由に、ARPCT代表から選出されていた政府長官4名、国民安全長官のモハメド・アフラ・クアンヤーレ (Mohamed Afrah Qanyare) 、経済長官のムサ・サウディ・ヤラホー (Musa Sudi Yalahow) 、軍人リハビリ長官のイッサ・ボタン・アリン (Issa Botan Alin) 、宗教情勢長官のオマー・ムハムド・フィニッシュ (Omar Muhamoud Finnish) を解任した。

## エチオピアの介入と閣僚の大量辞任
2006年7月、TFGを支援する形でエチオピア軍がソマリアに進駐した。これにソマリア議会は反発、2006年7月27日、公的業務担当長官のオスマン・アリ・アト (Osman Ali Atto) を含む18名が、TFGが国家統一を果たすことができなかったことを理由に辞任した。7月30日、ゲーディ首相に不信任案が出され、不信任票が信任票を上回るものの、3分の2には満たさず不信任案は成立しなかった。
8月1日、ゲーディ首相がイスラム法廷会議との会談延期を表明したため、それに抗議して長官8名が辞任した。そのうちの一人、漁業長官のハッサン・アブシル・ファラは「会談の延期は和解成立の大きな妨げになるため、我々は辞任せざるを得なかった」と語っている。さらに厚生長官のアブディ・アジズ・シェイク・ユスフ
、再生長官のバーレ・シレ・アダン (Barre Shire Adan) らの主要メンバーが次々に辞任し、8月4日の時点で、辞任した閣僚は長官16名を含む40名となった。
8月7日、TFGを支えるゲーディ首相、ユスフ大統領、アデン国会議長 (Sharif Hassan Sheikh Aden) の3名が会談し、イスラム法廷会議(ICU)と和解できる新政権を作ることで合意した。ユスフ大統領はゲーディ内閣の一時解散を発表し、ゲーディには1週間以内に新内閣の長官を選ぶよう依頼された。
2006年8月21日、ゲーディ首相は閣僚メンバーを決定した。人数は31名と大幅に減らした。国家安全長官、防衛長官、財務長官、外交問題担当長官と重要ポストは一新したが、旧SRRC指導者のフセイン･アイディードは内務長官として留任させた。44名の準大臣も決められた。この内閣は8月26日の議会で承認される運びとなっていたが、不信任となる可能性もあったため遅れた。

## イスラム勢力との対立

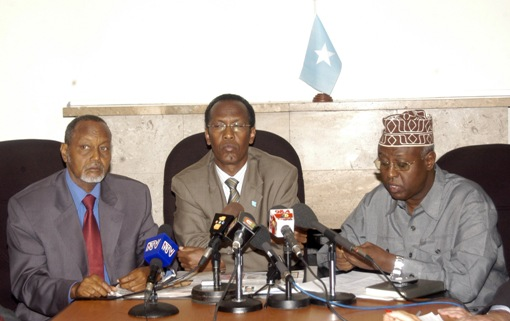
2006年9月、ケニアで打ち合わせるゲーディ首相（中央）

この間にもTFGとエチオピア軍はイスラム勢力（ICUなど）と戦闘を続けており、TFG・エチオピア連合軍は概ね勝利を続け、2006年末までにバイドア、バンディラドリー (Bandiradley) 、ベレトウェイン、ジョハール、ジリブ、モガディシュを取り返した。2007年1月1日にはキスマヨも取り返した。エチオピア軍はバイドア政府の防衛にも協力した。エチオピアは介入させた人数は1000にも満たず、主にTFG軍の訓練教官やアドバイザーであると主張しているが、ICUは介入したエチオピア軍は数万であると主張した。
TFGの中にもエチオピア軍の介入を快く思わない勢力もあった。2006年12月15日、議員オマール・ハシイ（Omar Hashii）ら60人のTFGメンバーが外国軍に抗議するため首都モガディシュに集まった。
2007年1月1日、TFGのユスフ大統領は、ヒーラン地区 (Hiiraan) の責任者ユスフ・ダバギード (Yusuf Ahmed Hagar Dabageed) を解任し、フセイン・モアリム（Hussein Mohamud Moalim）を責任者に、サレイマン・ヒラウル（Saleyman Ahmed Hilawle）を副責任者に任命した。
また同じ1月1日、ゲーディ首相は「首都モガディシュの軍閥支配時代はすでに終わった」と発表した。ゲーディ首相は非政府組織の武装解除を実行し、集めた武器を港に集め、モガディシュの大統領官邸 (Villa Somalia) で管理すると発表した。イスラム勢力への恩赦も実施された。
2007年1月17日、大統領、首相と並んでTFGのトップであるアデン国会議長 (Sharif Hassan Sheikh Aden) が賛成183、反対8、棄権1で解任された。その理由はアデンがICUに便宜を図り、さらに長期間議会を休んだためとされた。2007年1月31日、新国会議長にアダン・モハメド・ヌール・マドベが選ばれた。275票の内、マドベが154票、イブラヒム・ハッサン（Ibrahim Adan Hassan）が54票だった。
2007年2月7日、ゲーディ首相は閣僚3名の解任を発表した。厚生長官アブディアジズ・ユスフ (Abdiaziz Sheikh Yusuf) 、高等教育・文化長官のフセイン・モハマド（Hussein Mohamud Sheikh Hussein）の2名は横領と能力不足とされた。鉱物・水資源担当長官のモハマド・ヌール（Mohamud Salad Nuur）は長官指名後に宣誓に応じなかったためだった。内務長官のフセイン･アイディードは公共工事・建築長官という重要度が低いポストに変更された。合計10の閣僚が見直された。
2007年9月、エチオピアを追われたイスラム武装勢力の一部がソマリア再解放連盟 (Alliance for the Re-liberation of Somalia) (ARS)を結成した。
2007年11月24日、ハウィエ氏族のヌル・ハッサン・フセイン (Nur Hassan Hussein) が首相となった。
2008年8月、ICUの跡を継いだソマリア再解放連盟のうちの穏健派とTFGが和解した。これはジブチ合意と呼ばれる。
ユスフ大統領はフセイン首相と人事などを巡って対立し、ユスフ大統領は2008年12月14日にフセイン首相と閣僚全員を解任し、後任にムハンマド・マフムド・グルド (Mohamoud Mohamed Gacmodhere) を指名するが、議会の信任を得られなかった。12月29日、ユスフ大統領は辞任した。マドベ国会議長が暫定大統領となった。南部の大部分をイスラム武装勢力に占領された状態での辞任であった。辞任の理由は任期満了であり、4年間で国内勢力を纏められなかったため続投を断念するというものだった。

## イスラム勢力出身の大統領アハメド

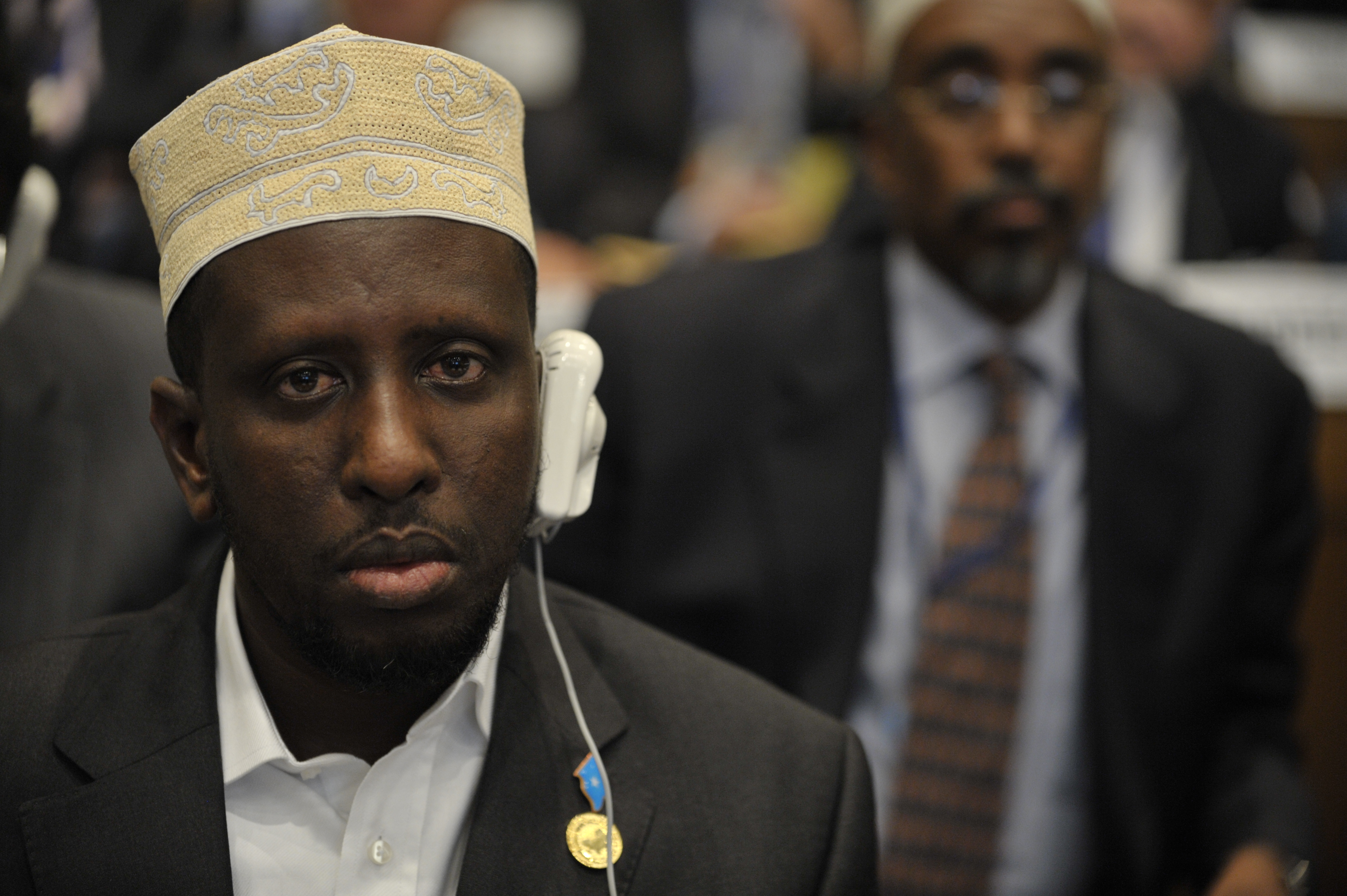
アハメド大統領

2009年1月29日、エチオピア軍の撤退を受けてイスラム勢力アル・シャバブがTFGの根拠地バイドアを占領した。そのためTFGのほとんどのメンバーが隣国ジブチに避難した。1月31日、そのジブチでTFGの大統領選が行われ、ICUの元メンバーでハウィヤ氏族出身、44歳のシャリフ・アハメドが選ばれた。なお対立候補は首相だったヌル・ハッサン・フセインだった。アハメド大統領は首相にオマル・アブディラシド・アリ・シルマルケを指名し、2月には首都モガディシュで大統領就任を宣言した。シルマルケは1960年代にソマリア大統領を務めたアブディラシッド・アリー・シェルマルケの息子であり、アハメド大統領と異なる大氏族ダロッド出身でもあったことなどから選ばれた。
アハメド大統領はICUでも穏健派であり、TFGとイスラム勢力との橋渡しが期待された。しかしICUでアハメドと並んで幹部を務めたハッサン・ダヒール・アウェイスはTFGへの協力を拒否した。アウェイスのアル・シャバブに対する影響は不明であるが、TFGとイスラム勢力との和解は困難となった。
アルカーイダの指導者ウサーマ・ビン＝ラーディンは3月19日アハメド政権の打倒を呼びかけている。アウェイスも5月3日にイスラム勢力に対し、TFGとの戦闘続行を呼びかけている。
2009年6月18日には中部ベレトウェインで自爆テロが発生、アデン治安相 (Omar Hashi Aden) を含む5人が死亡した。アル・シャバブによるものと見られる。